# 층간소음
층간소음(層間 騷音)은 다세대 주택 혹은 공동 주택에서 주로 발생하는 소음 공해이다. 층간소음은 화장실 물소리, 바닥충격음소리, 피아노 소리, 오디오 소리, 대화소리, TV 소리 등을 총칭하여 부르는 것으로, 층간소음 중 바닥충격음은 경량충격음(50dB 이하)과 중량충격음(50dB 이상)으로 분류된다. 과거 단독주택 위주의 생활에서, 오늘날 공동주택 등 일반화되면서 문제가 대두되기 시작했다.
다수의 세대가 한 겹의 벽과 바닥을 사이에 두고 생활하는 공동주택의 특성 층간소음으로 인한 다툼이 일어날 수 있다.
특히 층간소음 중에서도 콘크리트면에 직접 충격이 가해짐으로써 발생하는 바닥충격음(고체전달음)은 인접세대에 쉽게 전달되는 특성을 가지고 있다. 이러한 소음은 주로 위층 아래층에서 아이들이 뛰는 소리와 물건을 끌어 옮기거나 떨어지는 등의 소리이다. 층간소음은 다른 소음공해와 마찬가지로 정신적, 육체적 건강에 좋지 못한 영향을 끼치며, 이로 인해 이웃 주민간에 많은 문제와 민원 제기등 사회적인 문제로 대두된다.

## 나라별 현황

### 대한민국
주택성능등급 인정 및 관리기준(2008년 9월29일)이 정해져 있다. 1,000세대이상(에너지성능등급은 300세대이상) 공동주택은 의무적으로 성능등급을 인정받아 입주자모집 공고 시 표시하여야 한다. 평가는 사업계획승인 설계도서에 따라 소음, 구조, 환경, 생활환경, 화재소방 등 5개 부문 14개 범주 20개 항목에 대해 이루어진다.

### 사건사고
- 2021년 9월 27일: 전남 여수시 덕충동 아파트 층간소음 살인사건

## 같이 보기
- 소음의 건강영향(영어판)